# Hans Burgkmair
Hans Burgkmair de Oude(re) (Augsburg, 1473 - Augsburg, 1531) was een Duitse schilder  en maker van houtsneden uit de tijd van de Renaissance. Hij was de vader van de schilder Hans Burgkmair de Jongere.
Hans Burgkmair was de zoon van Thomas Burgkmair, een Augsburgse schilder, van wie Hans Burgkmair het schilderen leerde. Na deze opleiding verbleef hij enige tijd bij de schilder Martin Schongauer in de Elzas. Rond 1490 was hij weer in Augsburg werkzaam, als maker van houtsneden voor de drukker Erhard Ratdolt, waar hij ook de techniek van de kleurendruk leerde kennen. In 1498 trouwde hij en werd hij opgenomen in het plaatselijke schildersgilde. Vanaf 1500 verschenen er houtsneden van hem met religieuze en humanistische motieven, onder meer voor Conrad Celtis en Konrad Peutinger. Ook maakte hij illustraties voor verschillende boeken die in verband staan met keizer Maximiliaan I, zoals diens Gebedenboek en de Weisskunig, en ontwierp hij 67 houtsnedes voor de Triomftocht van keizer Maximiliaan.
In zijn werk maakt Burgkmair gebruik van italianiserende motieven in de weergave van architectuur en decoraties, maar het is niet bekend of dit het gevolg is van in Augsburg circulerende gravures uit Italië, of van een reis naar Italië die Burgkmair al dan niet gemaakt zou hebben.
Hij vervaardigde zes houtsnedes met een veelvuldig gebruikt middeleeuws thema: de negen besten van klassieke oudheid, joodse oudheid en vroeg christendom, bij de mannen en vrouwen: Klassieke Oudheid: Lucretia, Veturia, Virginia;
• Joodse Oudheid: Ester, Judit, Jaël; Vroege Christendom: keizerin Helena, Birgitta van Zweden, Elisabeth van Hongarije.
- Auckland Art Gallery Toi o Tāmaki: 80
- Biblioteca Nacional de España: XX1307532
- Bibliothèque nationale de France: cb122640616 (data)
- Catàleg d'autoritats de noms i títols de Catalunya: 981058511905106706
- CiNii: DA09203368
- Stuttgart Database of Scientific Illustrators 1450–1950: 3968
- Gemeinsame Normdatei: 118665200
- International Standard Name Identifier: 0000 0001 1063 4152
- KulturNav: b92b07aa-2bd7-4efa-90e4-a7e0928f0707
- Library of Congress Control Number: n82082454
- Nationale Bibliotheek van Tsjechië: ola2008419274
- Nationale bibliotheek van Australië: 35783757
- Nationale Bibliotheek van Israël: 987007259367705171
- Nationale Bibliotheek van Polen: a0000001906805
- Nationale en Universitaire bibliotheek Zagreb: 000168265
- Nederlandse Thesaurus van Auteursnamen: 070359504
- RKD-Nederlands Instituut voor Kunstgeschiedenis: 14227
- SNAC: w6mw9wfc
- Système universitaire de documentation: 031423736
- Trove: 1085805
- Union List of Artist Names: 500022364
- Virtual International Authority File: 54420521
- WorldCat: E39PBJwRRBCrHfqtMXbbQVgdwC